# Bill Schuette
William Duncan Schuette dit Bill Schuette est un homme politique américain, né le 8 octobre 1953 à Midland (Michigan). Membre du Parti républicain, il siège à la Chambre des représentants des États-Unis de 1985 à 1991 avant de poursuivre sa carrière politique dans l'État du Michigan.

## Biographie

### Études
Bill Schuette obtient un diplôme en diplomatie de Georgetown en 1976 puis un doctorat en droit de l'université de San Francisco trois ans plus tard. Il devient alors avocat dans son Michigan natal.

### Carrière au Congrès
En 1984, il est élu à la Chambre des représentants des États-Unis dans le 10e district du Michigan, qui s'étend de Traverse City au comté de Shiawassee, en battant le démocrate sortant Donald Albosta (en). Il est réélu à deux reprises avant de se présenter au Sénat fédéral en 1990. Il est cependant battu par le sénateur démocrate Carl Levin, qui le devance de 16 points.

### Carrière dans le Michigan

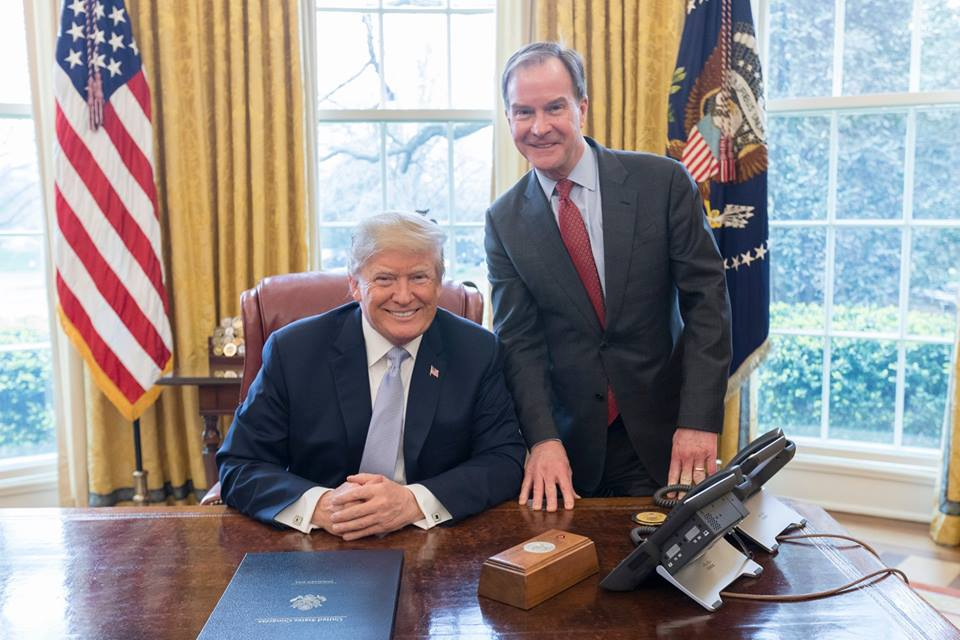
Schuette aux côtés du président Donald Trump en 2018.

À partir de 1991, Schuette devient directeur du département de l'agriculture du Michigan dans le gouvernement du républicain John Engler. Il est élu au Sénat de l'État en 1994 puis à la Cour d'appel du Michigan en 2002,,.
En 2010, il est élu procureur général de l'État du Michigan, avec neuf point d'avance sur le démocrate David Leyton. Il est réélu avec 52 % des voix en 2014, contre 44 % pour le démocrate Mark Totten. Durant son mandat, il s'oppose notamment à la légalisation du mariage homosexuel et à la traite des êtres humains. Il lance également des poursuites judiciaires dans l'affaire de l'eau contaminée de Flint.
Lors de l'élection présidentielle de 2016, il préside la campagne de Jeb Bush dans le Michigan puis apporte son soutien à Donald Trump,.
En septembre 2017, il officialise sa candidature au poste de gouverneur du Michigan, promettant notamment des baisses d'impôts,. Quelques jours plus tard, il reçoit le soutien du président Trump, qui estime qu'il ferait un « fantastique gouverneur ». Il est considéré comme le favori pour remporter la primaire républicaine en 2018,. Il bat facilement le lieutenant-gouverneur Brian Calley, soutenu par le gouverneur sortant Rick Snyder. Schuette est cependant distancé dans les sondages pour l'élection générale, notamment handicapé par l'impopularité de Sndyder et de Trump dans le Michigan. L'élection est finalement remportée par la démocrate Gretchen Whitmer, qui distance Schuette avec 53 % des voix contre 44 % pour le républicain.